# گسیل گرمایونی

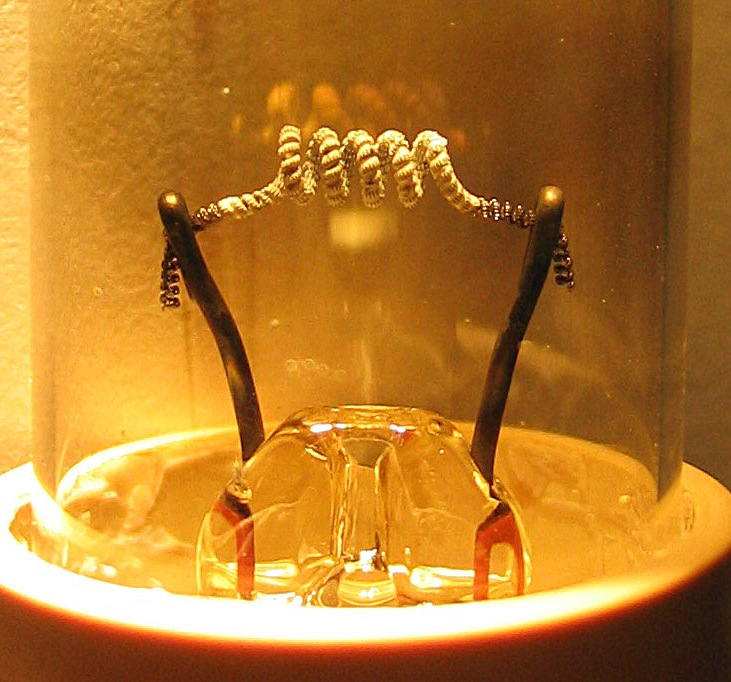
نمای نزدیک از یک فیلمان در یک لامپ تخلیه گاز کم‌فشار جیوه که در حال گسیل گرمایونی در مرکز سیم‌پیچ است. پوشش سیم‌پیچ که معمولاً ترکیبی از اکسیدهای باریم، استرانسیم و کلسیم است، بر اثر کندوپاس رفته‌رفته از بین می‌رود و نهایتاً موجب از کار افتادن لامپ خواهد شد.

گسیل گرمایونی به جریان‌یافتن حامل‌های بار الکتریکی بر اثر گرما از یک سطح یا از روی یک سد انرژی پتانسیل گفته می‌شود. این پدیده به این سبب رخ می‌دهد که انرژی داده‌شده به حامل‌ها از پتانسیل اتصال‌دهنده‌شان (که با نام تابع کار شناخته می‌شود) بیشتر می‌گردد. حامل‌های بار می‌توانند الکترونها یا یونها باشند که در منابع قدیمی‌تر به آن‌ها گرمایون‌ها گفته‌می‌شود. پس از گسیل گرمایون‌ها، در منطقه‌ای که حامل جدا شده‌است، بار الکتریکی پدید می‌آید که اندازهٔ آن هم‌اندازهٔ بار الکتریکی جدا شده اما با علامت مخالف خواهد بود. اما اگر گسیل‌دهنده به یک باتری متصل باشد این بار الکتریکی به وسیلهٔ باری که باتری فراهم می‌کند جبران خواهد شد. به پدیدهٔ گسیل‌یافتن الکترون‌ها بر اثر گرما گسیل گرمایی الکترون‌ها نیز گفته می‌شود.
به عنوان یک مثال کلاسیک از گسیل گرمایونی می‌توان به گسیل الکترون‌ها از یک کاتد داغ به درون خلأ اشاره کرد که به آن اثر ادیسون می‌گویند و در لامپ‌های خلأ رخ می‌دهد. گسیل در خلأ از فلزات معمولاً تنها در دماهای بیشتر از ۱۰۰۰ کلوین مشخصاً خود را نشان می‌دهد. علمی که به بررسی این پدیده می‌پردازد نیز ترمیونیک نام دارد اما این نام رفته‌رفته استفادهٔ خود را از دست می‌دهد.
امروزه عبارت «گسیل گرمایونی» برای اشاره به هر نوع فرایند گسیل بارهای تحریک‌شده بر اثر گرما نیز به کار می‌رود، حتی اگر بار از یک منطقهٔ حالت جامد به یک منطقهٔ حالت جامد دیگر منتقل شود. این فرایند اهمیت بسیار زیادی در کار وسایل الکترونیکی مختلف دارد و می‌توان از آن برای تولید انرژی الکتریکی (مثلاً در مبدل گرمایونی یا تدر الکترودینامیک) یا خنک‌کردن استفاده کرد. جریان الکتریکی با زیادشدن دما به شدت افزایش خواهد یافت.